# Cal Magre (Sant Agustí de Lluçanès)
Cal Magre és una casa de Sant Agustí de Lluçanès (Osona) inclosa a l'Inventari del Patrimoni Arquitectònic de Catalunya.

## Descripció
Edifici de dos pisos, de planta rectangular i teulat a doble vessant, lateral a la façana principal. Tot i haver estat restaurada reforçant els murs de pedra i morter amb ciment i canviant algunes de les llindes, la casa conserva la seva estructura primitiva, amb contraforts al mur dret en relació amb la façana.

## Història
Malgrat no es conserven dates de construcció, l'estructura i materials poden considerar-se del segle xviii.